# 카농 야운데
카농 스포르티프 드 야운데(Canon Sportif de Yaoundé) 또는 카농 야운데(Canon Yaoundé)는 카메룬의 수도 야운데를 연고로 하는 축구 클럽 팀이다.
카농 야운데는 1970년대와 1980년대에 카메룬 프리미어리그 우승 8회, 카메룬 컵 우승 8회, CAF 챔피언스리그 우승 3회, 아프리칸 컵위너스컵 우승 1회를 차지하면서 한때 카메룬과 아프리카 축구를 대표하는 클럽으로 군림하기도 했다.

## 주요 대회 성적

### 카메룬 국내 대회
- 카메룬 프리미어리그: 우승 10회 (1970, 1974, 1977, 1979, 1980, 1982, 1985, 1986, 1991, 2002)
- 카메룬 컵: 우승 11회 (1967, 1973, 1975, 1976, 1977, 1978, 1983, 1986, 1993, 1995, 1999), 준우승 5회 (1960, 1974, 1980, 1985, 1998)
- 로제르 밀라 슈퍼컵: 준우승 2회 (1999, 2002)

### 국제 대회
- CAF 챔피언스리그: 우승 3회 (1971, 1978, 1980)
- 아프리칸 컵위너스컵: 우승 1회 (1979), 준우승 3회 (1977, 1984, 2000)